# NHK総合テレビ金曜夜7時30分枠のアニメ
NHK総合テレビ金曜夜7時30分枠のアニメとは、NHK総合テレビジョンにて毎週金曜19:30-20:00にて放送されていたテレビアニメの作品一覧である。

## 概要
1987年秋の改編を機に新設した。その第1作に『アニメ三銃士』を放送、NHKのアニメとしては異例の9～12%の高視聴率を獲得した。
その後放送された作品は、いずれも海外の文学作品をモチーフにしたものである。
1992年3月27日に放送された『アニメひみつの花園』最終回をもって廃枠、総合テレビのアニメ枠自体は火曜19時30分 - 20時に移行した。

## 作品一覧
- アニメ三銃士（原案：アレクサンドル・デュマ・ペール作『三銃士（Les Trois Mousquetaires）』）（アニメーション制作：ぎゃろっぷ（日本）、世映動画（韓国））：1987年10月9日 - 1989年2月17日（全52話）（韓国版タイトル：『달타냥의 모험』（ダルタニャンの冒険）（韓国にての放送：KBS）（韓国にての発表期間：1989年11月27日 - 1990年7月2日（放送日時：毎週月曜日から火曜日 17:30 - 18:00（第1話 - 第38話） → 毎週月曜日から火曜日 17:50 - 18:20（第39話 - 第52話）））
- 青いブリンク（原案：ピョートル・パーヴロウィチ・エルショーフ作『せむしの仔馬（Конёк-Горбунок) 』）（アニメーション制作：手塚プロダクション）：1989年4月7日 - 1990年3月16日（全39話）
- ふしぎの海のナディア（原案：ジュール・ヴェルヌ作『海底二万里（Vingt Mille Lieues sous les mers）』、『神秘の島（L'Île mystérieuse）』）（アニメーション制作：GAINAX×グループ・タック（日本）、世映動画（韓国））：1990年4月13日 - 1991年4月12日（全39話）（韓国版タイトル：『나디아』（ナディア）（韓国にての放送：MBC）（韓国にての発表期間：1992年10月22日 - 1993年4月8日（放送日時：毎週木曜日から金曜日 18:10 - 18:40）（第34話「いとしのナディア♥」は未放映）））
- アニメひみつの花園（原案：フランシス・ホジソン・バーネット作『秘密の花園（The Secret Garden）』）（アニメーション制作：アウベック）：1991年4月19日 - 1992年3月27日（全39話）